# Paolo Galbiati
Paolo Galbiati (nacido el 20 de febrero de 1984 en Vimercate, Italia) es un entrenador italiano de baloncesto. Actualmente es entrenador del Baskonia de la Liga ACB.

## Trayectoria como entrenador
Galbiati comenzó su carrera como entrenador en los equipos juveniles del Bernareggio y en la temporada 2010-11 llega a las cantera del Olimpia Milano con la que gana el Scudetto Sub-17 en 2013. 
En la temporada 2017-18 llega al staff técnico del Auxilium Pallacanestro Torino para ser asistente de Luca Banchi. El 5 de febrero de 2018, reemplaza a Carlo Recalcati al frente del equipo de Turín.
El 18 de febrero de 2018, ganó la Copa de Italia ante el Basket Brescia Leonessa, convirtiéndose en el primer técnico del Auxilium en ganar un trofeo.
En la temporada siguiente vuelve al puesto de asistente de Larry Brown ampliando el contrato con Auxilium hasta 2021. Durante la temporada reemplaza al técnico estadounidense, cuando se traslada a Estados Unidos para hacerse exámenes médicos, ganando dos de los tres partidos. A finales de diciembre de 2018, el Auxilium Pallacanestro Torino, tras haber roto el contrato con Larry Brown, vuelve a asignar el puesto de primer entrenador a Galbiati.
En la temporada 2019-2020 se convierte en el entrenador del Pallacanestro Biella en la Serie A2 (baloncesto italiano).
El 4 de agosto de 2020, firma como entrenador del Guerino Vanoli Basket de la Lega Basket Serie A, al que dirigiría durante dos temporadas, descendiendo de categoría al término de la temporada 2021-22.
En julio de 2022, firma como entrenador asistente de Matt Brase en el Pallacanestro Varese de la Lega Basket Serie A.
El 1 de junio de 2023, firma como entrenador del Aquila Basket Trento de la Lega Basket Serie A.

## Clubs como entrenador
- 2006–2010: Pallacanestro Bernareggio Juvenil
- 2010-2016: Pallacanestro Olimpia Milano Juvenil
- 2013-2015: Basket Boffalora
- 2015-2016: Pallacanestro Bernareggio
- 2017-2018: Auxilium Pallacanestro Torino (Asistente)
- 2018-2019: Auxilium Pallacanestro Torino
- 2018-Act.: Selección de baloncesto de Italia Sub-18
- 2019-2020: Pallacanestro Biella
- 2020-2022: Guerino Vanoli Basket
- 2021-2022: Selección de baloncesto de Italia (Asistente)
- 2022-2023: Pallacanestro Varese (Asistente)
- 2023-2025.: Aquila Basket Trento
- 2025-act: Saski Baskonia